# Maria Kamocka
Maria Teresa Kamocka z domu Gierowska (ur. 10 sierpnia 1931 w Częstochowie, zm. 13 marca 1972 w Krakowie) – polska etnografka i bibliotekarka.

## Życiorys
Była córką Józefa, lekarza oraz Stefanii z Wasilewskich. Miała dwóch braci: Andrzeja – który był historykiem, profesorem Uniwersytetu Jagiellońskiego oraz Stefana – artystę malarza, profesora na Akademii Sztuk Pięknych w Warszawie. Rodzina pieczętowała się niegdyś herbem Pniejnia. 
W latach okupacji służyła jako łączniczka Armii Krajowej w ochronie sztabu okręgu kielecko-radomskiego (potem 2. Dywizji), używając konspiracyjnego pseudonimu Marysia. W 1948 zdała egzamin dojrzałości w żeńskim Prywatnym Gimnazjum Sióstr Nazaretanek im. Królowej Jadwigi w Kielcach, po czym podjęła studia na Uniwersytecie Wrocławskim. W 1949 przeniosła się na Uniwersytet Jagielloński, gdzie jako studentka etnografii miała okazję uczestniczyć w terenowych badaniach nad sztuką ludową, prowadzonych przez Romana Reinfussa. Pracę magisterską z zakresu etnografii i etnologii pt. Rola kobiety w gospodarce społeczeństw pierwotnych, obronioną w 1952, przygotowała pod kierunkiem Kazimierza Moszyńskiego.
W 1953 wyszła za mąż za Janusza Kamockiego, z którym razem studiowała. Mieli syna Andrzeja. 
Zmarła 13 marca 1972, została pochowana na cmentarzu Rakowickim w Krakowie.

## Praca zawodowa
Wspólnie z mężem prowadziła etnograficzne badania terenowe na terenie Gór Świętokrzyskich (zagadnienia ubioru i folkloru) oraz Podkarpacia (sztuka ludowa). Bezpośrednio po studiach realizowała prace zlecone na potrzeby Muzeum Etnograficznego w Krakowie, a w 1962 podjęła pracę w krakowskiej Miejskiej Bibliotece Publicznej (pod koniec życia jako starszy bibliotekarz). Od 1950 aktywnie uczestniczyła w pracach Polskiego Towarzystwa Ludoznawczego, należała do Oddziału PTL w Krakowie. Pełniła tam funkcję członkini Komisji Rewizyjnej.

## Publikacje
- Strój świętokrzyski (razem z J. Kamockim), red. nauk. zesz. T. Seweryn, seria: „Atlas Polskich Strojów Ludowych”, t. 27, cz. V Małopolska, z. 10, Wrocław: Polskie Towarzystwo Ludoznawcze, 1961
- Z zagadnień etnografii województwa krakowskiego, Kraków: Wojewódzki Ośrodek Informacji Turystycznej, 1972[5] – skrypt dla przewodników Polskiego Towarzystwa Turystyczno-Krajoznawczego